# Belemia fucsioides
Belemia es un género monotípico de plantas herbáceas de la familia Nyctaginaceae. Su única especie: Belemia fucsioides es originaria de Brasil.

## Taxonomía
Belemia fucsioides fue descrita por João Murça Pires   y publicado en Boletim do Museu Paraense Emílio Goeldi, Série Botânica 52: 1–4, pl. 1–2. 1981.